# برون (تورینگن)
برون (به آلمانی: Brünn/Thür.) یک شهر در آلمان است که در تورینگن واقع شده‌است. برون ۴۵۷ نفر جمعیت دارد.